# Top of the Super Legend
Il Top of the Super Legend è un progetto lanciato dalla rivista Weekly Shōnen Jump nel 2010 che prevedeva la pubblicazione di sei one-shot di altrettanti mangaka famosi a partire dal numero 45 della rivista di quell'anno. Tra gli artisti figuravano Masashi Kishimoto (Naruto), Hideaki Sorachi (Gintama), Takeshi Konomi (Il principe del tennis), Kyosuke Usuta (Pyū to fuku! Jaguar), Osamu Akimoto (Kochikame) e Akira Toriyama (Dragon Ball).

## Bench!!
Bench!! (ベンチ, letteralmente "panca")  è il primo manga pubblicato all'interno del progetto sul numero 45 del 9 ottobre 2010 ed è stato scritto e disegnato dall'autore di Naruto, Masashi Kishimoto. 

### Trama
L'appena trasferito studente Yamaguchi Tsutomu si unisce al team di baseball; il ragazzo è sovrappeso e non corre molto veloce, cosa che lo assegna alla squadra di rango "D", piena di disadattati non molto capaci nel gioco. Nonostante ciò Yamaguchi rimane fermo al suo sogno di diventare un grande giocatore di seconda base.

## Bankara-san ga tooru
Bankara-san ga tooru è il secondo manga pubblicato sul numero 46 di Weekly Shonen Jump del 2010, scritto e disegnato da Hideaki Sorachi.

### Trama
La rivoluzione cibernetica sembra essere una nuova arma sfruttata dai delinquenti a scuola per causare danni. Una ragazza di nome Miyamoto Shizuka ha il potere di mantenere l'ordine; ma quale sarà il destino della scuola quando lascia libero, per errore, il leggendario Gouda Takeru? 

## Moon Walker LTD
Moon Walker LTD è il terzo manga del progetto, pubblicato sul numero 47 di Weekly Shonen Jump del 2010, scritto e disegnato da Takeshi Konomi.

### Trama
Gaia, un misterioso uomo con il potere di fuggire da qualsiasi ostacolo, viene rinchiuso in un carcere di massima sicurezza da cui cercherà di fuggire.

## Pau
Pau (ポー, noto anche come Poo o Poh) è il quarto manga del progetto, pubblicato sul numero 48 del 2010, scritto e disegnato da Kyosuke Usuta.

### Trama
La nazione di Chiu è una nazione in crescita composta da combattenti di arti marziali che padroneggiano centinaia di stili e che si allenano costantemente per migliorare. Ren Hogin è un atleta dello stile Hakkesho che incontra Poo Chomkin, figlio del famoso Poo Kubitz, ridicolizzato per il suo stupido stile, il Sunshimuso. Il ragazzo sta cercando suo padre, scomparso dopo aver perfezionato lo stile.

### Personaggi
- Poo Chomkin
- Ren Hogin
- Poo Kubitz

## Succeed
Succeed è il quinto manga del progetto, pubblicato sul numero 49 del 2010 e realizzato da Osamu Akimoto.

## Kintoki: Kinmesoku no Toki
Kintoki: Kinmesoku no Toki (KINTOKI 金目族のトキ) è l'ultimo manga pubblicato all'interno del progetto, sul numero 50 di Weekly Shōnen Jump uscito il 15 novembre 2010 ed è stato realizzato da Akira Toriyama, padre di Dragon Ball e Dr. Slump. 

### Trama
Toki è un giovane diciannovenne e uno degli ultimi Aurumoculi, una razza di potenti guerrieri che purtroppo invecchia e muore molto precocemente, intorno ai trenta/quarant'anni. Per questo già molto giovane Toki si è messo in viaggio alla ricerca di una moglie con cui continuare la sua stirpe.

### Personaggi
- Toki
- Melusia
- Berry
- Guardie di Berry